# فلز سیتی (نبراسکا)
فلز سیتی(به انگلیسی: Falls City) شهری در ایالت نبراسکا کشور ایالات متحده آمریکا است که جمعیت آن در سرشماری سال ۲۰۱۰ میلادی، ۴٬۳۲۵ نفر بوده‌است.